# La Loma, San Agustín Tlaxiaca
La Loma är en ort i Mexiko.   Den ligger i kommunen San Agustín Tlaxiaca och delstaten Hidalgo, i den sydöstra delen av landet, 80 km norr om huvudstaden Mexico City. La Loma ligger 2 483 meter över havet och antalet invånare är 126.
Terrängen runt La Loma är huvudsakligen kuperad, men åt sydost är den platt. Runt La Loma är det tätbefolkat, med 982 invånare per kvadratkilometer. Närmaste större samhälle är Pachuca de Soto, 7,2 km öster om La Loma. Omgivningarna runt La Loma är i huvudsak ett öppet busklandskap.